# Moses Hardy
Moses Hardy (6 de janeiro de 1894 – 7 de dezembro de 2006) foi um homem que, alcançando a idade de 112 anos, foi considerado o último veterano negro da Primeira Guerra Mundial e um dos últimos sobreviventes norte-americanos daquela guerra. Filho de um casal de ex-escravos, Hardy nasceu em 1894 e viveu uma adolescência religiosa e exercendo trabalho na agricultura, até inscrever-se para servir no exterior durante a Primeira Guerra Mundial. Atuou no segregado da 805ª infantaria, no qual realizou uma variedade de tarefas manuais e de apoio aos outros combatentes, além de atuar como um espião, fornecendo as informações necessárias para as tropas da linha de frente. Embora Hardy tenha tido a experiência de combate, ele nunca se lesionou seriamente e raramente conversou sobre suas experiências nos campos de batalha. Em vez disso, ele preferia  recontar histórias relacionadas à comida, à bravura dos soldados e ao clima na França.
Após a guerra, Hardy trabalhou em uma variedade de serviços, que incluem o de motorista de ônibus, fazendeiro, diácono e vendedor de cosméticos, este último exercendo com vísivel vitalidade no seu aniversário de cem anos. Ele recebeu a Medalha de Vitória, uma medalha especial da Guarda Nacional do Mississippi, além da honraria francesa Legião de Honra. Em 1999, a Assembleia Legislativa do Mississippi aprovou uma resolução reconhecendo-o como um cidadão notável. No momento da sua morte, com a idade de 112, ele foi reconhecido como o mais antigo veterano de combate, o homem mais velho já registrado no Mississippi, e o segundo homem mais velho e veterano da Primeira Guerra Mundial em todo o mundo.

## Anos iniciais
Hardy nasceu em Aberdeen, Mississippi, em 6 de janeiro de 1894. Os pais de Hardy, Morris Hardy - nascido na década de 1840 - e Nancy Hardy, eram ex-escravos que, após o término da Guerra de Secessão, haviam comprado 265 hectares (1,07 km²) de terra em Mississippi de um senhor nativo americano do povo Chickasaw pelo valor de um dólar. A família Hardy era profundamente religiosa, e Moses, anos mais tarde, contou que a passagem bíblica registrada em Êxodo 20:12, que o instruiu a honrar seus pais, era o seu trecho favorito da Bíblia e aquela que ele se inspirou para viver. Hardy esteve casado uma vez, com uma mulher chamada Fannie Marshall, com quem ele iria acabar por ter oito filhos.

## Carreira militar
Hardy serviu ao Exército dos Estados Unidos na França entre o período de julho de 1918 a julho de 1919, que incluiu trinta e nove dias de combate. Como um afro-americano, ele serviu em uma unidade segregada do exército, a 805ª Infantaria de Combate, que era comandada por oficiais brancos. Embora o objetivo da unidade era para fornecer suporte para regimentos da engenharia, foi utilizada também como uma unidade de infantaria equipada para lutar, caso se fizesse necessário. A unidade acabou sendo focada principalmente nas tarefas dos estivadores, como o descarregamento de carga de navios, mas também realizou outras tarefas de trabalho manual, como cozinhar e organizar enterros. Hardy andava armado apenas com fuzis, ao contrário do padrão de emissão que era de metralhadoras. Após a guerra, a divisão de Hardy foi responsável pela limpeza dos campos de batalha e remoção dos mortos.
O próprio Hardy admitiu a sua família que estava "morrendo de medo", quando ele chegou pela primeira vez no exterior, mas acredita que os soldados foram alimentados com algo para torná-los corajosos, que ele se referia como "pílulas da bravura". Depois de um curto período de tempo no serviço militar, ele alegou que não tinha medo de nada que ele experimentou a partir de então. Durante o calor da batalha, Hardy professava para si mesmo que em algum daqueles momentos a sua vida iria "acabar", mas que nunca se sentiu amedrontado. Ele lembrou muitas experiências estranhas com a alimentação e a ingestão de líquidos, como se acostumar a beber água verde de cantinas e comer biscoitos de mel, os quais ele encontrava e surpreendentemente possuíam ainda o recheio.  Além de levar os mantimentos supracitados, o soldado carregava consigo pequenas latas de presunto ou frango e, ocasionalmente, bebia café e comia pudim ou torta para a sobremesa. Hardy também testemunhou que muitos de seus amigos foram mortos em combate, e contou com sua fé em Deus para mantê-lo protegido durante os tempos difíceis.
Hardy muitas vezes atuou como um espião, o qual era encarregado de trazer informações para as tropas na linha de frente. Em 25 de setembro de 1918, ele estava presente no Rio Mosa durante um ataque de gás mostarda e, em algum momento durante a guerra, ele sofreu uma lesão no joelho. Hardy durante sua vida raramente comentou sobre a guerra, e preferiu falar sobre o clima da França, quando perguntado sobre suas experiências no exterior.

## Pós-Primeira Guerra Mundial
Ao longo dos anos, ele recebeu a Medalha de Vitória e a Medalha do Trabalho, ambas da Guarda Nacional do Exército de Mississippi, uma dispensa honrosa (que ele não havia recebido após a saída do exército) e a honraria francesa Legião de Honra. Em 1999, quando ele tinha 105 anos de idade, o Legislativo de Mississippi aprovou uma resolução reconhecendo-o como um cidadão notável de Mississippi. Na época, ele era conhecido como o mais antigo veterano da Primeira Guerra Mundial ainda vivo, visto que Emiliano Mercado del Toro ainda não havia sido descoberto. Ele foi entrevistado pela Treehouse Productions em 2006 como parte de seu Living History Project, um tributo de rádio para os últimos veteranos sobreviventes da Primeira Guerra Mundial, que foi apresentado por Walter Cronkite. Embora não pudesse falar com coerência, seu filho Haywood Hardy, este com 80 anos de idade na época, lembrou algumas das histórias que seu pai lhe tinha dito.
Hardy não serviu na Segunda Guerra Mundial e, em vez de continuar carreira militar, optou por dirigir um ônibus escolar, e futuramente tornou-se fazendeiro e vendedor de perucas e produtos de cosméticos da linha "Lucky Heart" até sua aposentadoria. Sua atuação como vendedor de porta-a-porta continuou por vários anos após seu centenário, acabando por ter que recorrer às vendas de telefone quando seus filhos escondiam as chaves do seu automóvel Chevrolet Caprice 1972. O mais novo de seus oito filhos, Jean Dukes, nasceu no final de 1940. Moses também trabalhou como diácono e superintendente de uma classe da Escola Dominical na Igreja de Mount Olive por aproximadamente 75 anos. Seu filho alegou que, até cerca de quatro anos antes de morrer, seu pai estava consciente e saudável o suficiente para conduzir o seu carro na cidade todos os dias. A longevidade de Hardy também foi creditada a uma refeição diária que consistia em repolho, pão de milho, manteiga, batatas e Dr Pepper, e ao fato de que ele nunca bebeu álcool ou fumou em sua vida. Até poucos anos antes de sua morte, foi alegado que Hardy nunca tinha ficado seriamente doente nenhum dia em sua vida, e que ele nunca havia ingerido medicamentos, uma vez que só o fez quando ficou doente aos 110 anos. Hardy viveu em sua própria residência até 2004, quando suas pernas enfraqueceram e se tornou quase impossível andar. Ele então foi colocado em uma casa de repouso, mas ainda era capaz de alimentar-se, onde tinha como diversão passar os dias assistindo The Oprah Winfrey Show e The Price is Right.
No momento da sua morte, ele era o mais velho veterano de combate dos Estados Unidos, o homem mais velho já registrado no Mississippi e pelo menos três de seus oito filhos ainda eram vivos. Foi relatado que ele tinha várias dezenas de netos e bisnetos. Hardy também foi classificado como a sexta pessoa mais velha viva no mundo - verificada, o segunda homem mais velho e o segundo veterano da Primeira Guerra Mundial, atrás apenas de del Toro, e o último afro-americano. Embora ele sofria de um grau de demência leve em seus últimos anos, relatou-se que Hardy estava completamente lúcido em seus últimos dias e que a sua morte foi atribuída a causas naturais, a qual aconteceu em 7 de dezembro de 2006 aos 112 anos e 335 dias.